# Peter en Pavla
Peter en Pavla (Tsjechisch: Černý Petr) is een film uit 1964 van de Tsjechische regisseur Miloš Forman. Hij won met deze film het Gouden Zeil op het filmfestival van Locarno.

## Verhaal
De film vertelt het verhaal van de 16-jarige Peter. Zijn vader bekritiseert hem voortdurend. Hij heeft nu zijn eerste baantje als bewaker in een winkel. Dat loopt weliswaar niet op rolletjes. 's Avonds gaat hij dansen, maar ook daar blinkt hij niet in uit. Dan wordt hij ook nog verliefd.

## Rolverdeling
| Acteur           | Personage      |
| ---------------- | -------------- |
| Ladislav Jakim   | Petr           |
| Pavla Martínková | Aša            |
| Jan Vostrcil     | Vader van Petr |
| Vladimír Pucholt | Cenda          |
| Pavel Sedlácek   | Sako           |
| Zdenek Kulhánek  | Kudrnácek      |